# Condado de Kossuth
O Condado de Kossuth é um dos 99 condados do estado norte-americano do Iowa. A sede do condado é Algona, que é também a sua maior cidade. O condado tem uma área de 2523 km² (dos quais 3 km² estão cobertos por água), uma população de 17 163 habitantes, e uma densidade populacional de 7 hab/km² (segundo o censo nacional de 2000). O condado foi fundado em 1851 e recebeu o seu nome em homenagem a Lajos Kossuth, presidente-regente da Hungria exilado nos Estados Unidos após a guerra de independência do seu país contra a Áustria.